# 朝日集團控股
朝日集团控股株式会社（東證1部：2502）是一家日本控股公司，旗下拥有朝日啤酒、朝日飲料、朝日食品集团等子公司。它是日经平均指数、TOPIX Large70和JPX-日经指数400的成分股之一。

商標

2011年7月1日起，原朝日啤酒株式会社（アサヒビール株式会社）更名为朝日集团控股株式会社（アサヒグループホールディングス株式会社），并通过公司拆分将原朝日啤酒株式会社的所有业务转移到新成立的朝日啤酒株式会社，公司名稱不變。
該公司有時被視為住友集團的一員。

## 外部連結
- 官方网站
- YouTube上的アサヒグループ公式チャンネル頻道